# Clarence Platt
Clarence Bitters Platt (* 28. Oktober 1873 in Camden; † 25. August 1941 in Bridgeton, New Jersey) war ein US-amerikanischer Sportschütze.

## Erfolge
Clarence Platt nahm an den Olympischen Spielen 1924 in Paris im Trap teil. Im Mannschaftswettbewerb belegte er mit der US-amerikanischen Mannschaft vor Kanada und Finnland den ersten Platz. Mit insgesamt 363 Punkten und damit drei Punkten Vorsprung hatten sich die Amerikaner, deren Team neben Platt noch aus Frank Hughes, Fred Etchen, John Noel, Samuel Sharman und William Silkworth bestand, knapp die Goldmedaille gesichert. Platt war mit 74 Punkten der schwächste Schütze der Mannschaft. Da die beiden schlechtesten Schießresultate nicht in die Gesamtpunktzahl einflossen, wurde Platts Ergebnis zwar gestrichen, er wurde aber dennoch wie alle übrigen Mannschaftsmitglieder Olympiasieger.
Platt war von Beruf Steinmetz.